# Aniseia
Aniseia sind eine Pflanzengattung in der Familie der Windengewächse (Convolvulaceae). Die etwa drei Arten sind in der Neotropis verbreitet.

## Beschreibung

### Vegetative Merkmale
Aniseia-Arten sind krautige Pflanzen, die niederliegend oder kletternd wachsen. Sie sind unbehaart oder verkahlen.
Die wechselständig angeordneten Laubblätter sind in Blattstiel und Blattspreite gegliedert. Die Blattstiele sind relativ kurz. Die einfachen Blattspreiten sind linealisch bis eiförmig oder elliptisch, stachelspitzig und ganzrandig.

### Generative Merkmale
Die Blüten sind klein und stehen achselbürtig entweder einzeln oder in wenig-blütigen dichasialen Blütenständen. Die Blütenstände werden von zwei kleinen Tragblättern begleitet.
Die zwittrigen Blüten sind fünfzählig mit doppelter Blütenhülle. Die fünf freien Kelchblätter sind krautig und ungleich. Drei äußere Kelchblätter sind größer und oft am Blütenstiel herablaufend und an der Frucht vergrößert. Die Krone ist weiß gefärbt, breit trichterförmig, der Kronsaum ist fünfzähnig oder nahezu ganzrandig. Auf der Außenseite der Krone sind fünf Längsstreifen behaart. Die fünf Staubblätter und der Griffel stehen nicht über die Krone hinaus. Die Pollenkörner sind glatt. Der Fruchtknoten ist kahl, zweikammerig, in jeder Fruchtknotenkammer befinden sich zwei Samenanlagen. Ein Blütenboden ist klein oder fehlt. Der schlanke Griffel endet in einer zweifach kugeligen Narbe.
Die kugelförmigen Kapselfrüchte besitzen zwei Fruchtfächer und öffnen sich mit vier Fruchtklappen und enthalten vier Samen.

## Systematik und Verbreitung
Die Gattung Aniseia wurde 1834 durch Jacques Denys Choisy in Mémoires de la Société de Physique et d'Histoire Naturelle de Genève, Band 6, 2, Seite 481–484, Tafel 2, f. 9 aufgestellt. Ein Synonym für Aniseia Choisy ist Aniseion St.-Lag. orth. var. Seit 2017 gehört auch die einzige Art der Gattung Iseia O’Donell in die Gattung Aniseia.
Die Gattung Aniseia gehört zur Tribus Aniseieae innerhalb der Familie Convolvulaceae.
Die etwa drei Arten sind in der Neotropis verbreitet. Aniseia martinicensis ist in vielen tropischen Gebieten ein Neophyt.
Es gibt etwa drei Arten:
- Aniseia argentina (N.E.Br.) O’Donell (Syn.: Ipomoea argentina N.E.Br.): Sie kommt im südlichen Brasilien, in Uruguay, Paraguay und dem nordöstlichen Argentinien vor.[3]
- Aniseia luxurians (Moric.) Athiê-Souza & Buril (Syn.: Ipomoea luxurians Moric., Aniseia trichantha Pittier, Iseia luxurians (Moric.) O’Donell): Sie ist vom südöstlichen Mexiko über Zentralamerika und die Insel Trinidad bis ins tropische Südamerika verbreitet.[3] Sie wurde 2017 in diese Gattung gestellt.[3]
- Aniseia martinicensis (Jacq.) Choisy (Syn.: Aniseia cernua Moric., Convolvulus martinicensis Jacq.): Sie ist ursprünglich in der Neotropis verbreitet.[5][3] Sie ist in zahlreichen Ländern der Alten Welt ein Neophyt.[5]